# Василіаді Стеліо Стефанович
Стеліо Стефанович Василіаді (1885) — іспанський дипломат. Іспанський консул в Києві (1917—1918).

## Життєпис
У 1917—1918 рр. — іспанський консул в Києві. Викладав на Київських консульських курсах. Очолював спеціальну підкомісію з вироблення зразків консульських документів Київських консульських курсів (згодом Інститут зовнішніх зносин).
Був одним із підписантів протесту проти реквізиції продовольчою управою Київської міської думи пекарень, які належали іноземцям. Разом із консулами Периклом Гріпарі та Ісаакієм Віттенбергом безпосередньо зверталися до секретаря міжнаціональних справ Олександра Шульгіна в листопаді 1917 року. Стеліо Василіаді звинуватив у простої пекарень міську управу, яка не давала потрібних матеріалів. Натомість перський консул Ісаакій Вітенберг запевняв, що за умови вчасного надання Київською міською управою борошна та палива, перські піддані забезпечать безперебійну роботу хлібопекарень та вчасну доставку хліба мешканцям.
Начальником штабу Київської військової округи було реквізовано автомобіль системи «Каделак» за № 389, який належав іспанському консулу Стеліо Василіаді. За зверненням генерального секретаріату рішення було скасоване. Після чого консул Василіаді отримав охоронний лист підписаний генеральним секретарем міжнародних справ Олександром Шульгіним: «Правительство УНР подає до відома всім, що власник сього дійсно є пан Вассіліяді Стеліян, консул Королівства Іспанії і тому пропонує кожному, до кого се може відноситись, а саме Військовим, Цивільним і Желізнодорожним установам УНР, щоб не тільки власникові не чинено ніяких перепон при проживанню всюди, але щоби були вжити заходи для оказання йому всякої допомоги».
27 березня 1918 р. Стеліо Василіаді сповістив Всеволода Голубовича про те, що англійський, американський і французький консули перед виїздом просили його «прийняти на себе оборону осіб їх підданих і їх інтересів і я прийняв на себе ту оборону». Однак 21 березня, Рада Народних Міністрів УНР розглядала справу виїзду консулів й ухвалила рішення, які не давали можливості задовольнити сподівання Стеліо Василіаді на підтримку його звернення.
Надія Суровцева згадувала Стеліо Василіаді як маленького опецькуватого блідого блондина в пенсне.